# 周水子站
周水子站是位于中国辽宁省大连市甘井子区的一座火车站，建于1907年，现为中国铁路沈阳局集团大连车务段管辖的三等站，现不办理客运业务，货运仅办理专用线、专用铁路货运业务。未来的大连地铁4号线将要经过本站。

## 历史
车站于1907年6月建成:113，名为臭水子站。当时车站建有俄式木制站房一座，面积347平方米。1905年后车站由满铁接管，站房被局部拆改为日式洋风。
1907年满铁将原中长铁路支线南关岭至大连区间改为南满铁路正线，南关岭至旅顺区间改编为旅顺支线；同年12月，建成至甘井子站的联络线，同时旅顺支线于本站北3公里处新建岔线，设第一联络所与旅顺支线衔接，使大连发出的列车不再需经南关岭站折返驶入旅顺支线。1923年又将该线改由周水子车站直接引出，新建周水子至第一联络所线路，旅顺支线即以周水子为起点:267。
1925年车站成为现中国范围内第一座安装电气联锁的车站，1926年又安装首个踏板式道口:29。车站建成后，围绕着车站周边建成了一系列工业区，车站设有通往大连水泥厂、粮油进出口公司、橡胶塑料机械厂、轧钢厂、玻璃制品厂、酒精厂、绿岩制品厂等单位的专用线:117。
1974年沈阳铁路局将周水子站定为大连铁路枢纽辅助编组站，并对其进行扩建，由沈阳铁路局勘测设计所设计。主要项目包括延长下行到发线、新增南北牵出线各1条、机车走行线1条和改建周水子洗刷消毒所的车辆洗刷设备:325。至1994年，周水子站设有14条到发线。
2011年，周水子火车站站房被甘井子区人民政府公布为区级文物保护单位。
2015年4月8日经停的6333/6334次列车停运，车站停办客运业务，原长94米的进出站天桥改建为连接华北路和西北路间的行人天桥:113。
2021年5月，利用原车站西货场改建的大连全汇通汽车配件城开始试营业。货场南北约1000米、东西平均约30米，南北现有两个面积分别为2032平方米和4320平方米的铁路货运货站库房。

## 车站结构
島式月台1面2线地上车站。
车站设有通往大连商业转运公司、沈阳局集团大连货运中心（周水子南场）、沈阳局集团大连货运中心（周水子北场）、辽宁粮油进出口股份、中国航空油料有限责任公司大连分公司（周水子机场）和中铁铁龙集装箱物流股份大连物流分公司的专用线。
月台配置
| 東侧 | 沈大铁路（上行） | 金州・辽阳・沈阳・沈阳北方向 |
| 西侧 | 沈大铁路（下行） | 沙河口・大连方向             |
| 西侧 | 旅顺支线         | 旅顺方向                     |